# Ethiopia International
Die Ethiopia International sind die offenen internationalen Meisterschaften von Äthiopien im Badminton. Sie fanden erstmals vom 20. bis zum 23. Oktober 2011 in Addis Abeba statt und sind damit einer der jüngsten internationalen Titelkämpfe im Badminton überhaupt.

## Die Sieger
| Saison    | Herreneinzel      | Dameneinzel       | Herrendoppel                            | Damendoppel                                         | Mixed                                |
| --------- | ----------------- | ----------------- | --------------------------------------- | --------------------------------------------------- | ------------------------------------ |
| 2011      | Ali Shahhosseini  | Victoria Na       | Ermiyas Tamarat Degefe Asnake Sahilu    | Hadia Hosny Rajae Rochdy                            | Luka Zdenjak Rajae Rochdy            |
| 2012      | Jan Fröhlich      | Shamim Bangi      | Teera Reta Asnake Getachew Sahilu       | Firehiwot Getachew Yerusksew Legssey Tura           | Asnake Getachew Sahilu Yakob Ayelech |
| 2013      | Chongo Mulenga    | Doha Hany         | Huessin Abdelrahman Adham Hatem Elgamal | Firehiwot Getachew Yerusksew Legssey Tura           | Huessin Abdelrahman Doha Hany        |
| 2014      | Misha Zilberman   | Grace Gabriel     | Vilson Vattanirappel Luka Wraber        | Evelyn Siamupangila Ogar Siamupangila               | Matej Hliničan Shamim Bangi          |
| 2015      | Misha Zilberman   | Cemre Fere        | Andries Malan Willem Viljoen            | Cemre Fere Ebru Yazgan                              | Ahmed Salah Menna Eltanany           |
| 2016      | Rosario Maddaloni | Menna Eltanany    | Matteo Bellucci Fabio Caponio           | Silvia Garino Lisa Iversen                          | Ahmed Salah Menna Eltanany           |
| 2017      | Misha Zilberman   | Lekha Shehani     | M. R. Arjun Shlok Ramchandran           | Waduthantri Kavindika Binari De Silva Lekha Shehani | Misha Zilberman Svetlana Zilberman   |
| 2018 2024 | nicht ausgetragen | nicht ausgetragen | nicht ausgetragen                       | nicht ausgetragen                                   | nicht ausgetragen                    |